# Atherinopsidae
De Atherinopsidae zijn een familie in de orde der Koornaarvisachtigen (Atheriniformes). De ruim 100 soorten in 13 geslachten zijn verspreid door de tropische en gematigde wateren van de Nieuwe Wereld, in zowel zout- als zoet water. De familie Atherinopsidae wordt in twee onderfamilies verdeeld: Atherinopsinae en Menidiinae.

## Lijst van geslachten
- Atherinella Steindachner, 1875
- Atherinops Steindachner, 1876
- Atherinopsis Girard, 1854
- Basilichthys Girard, 1855
- Chirostoma Swainson, 1839
- Colpichthys C. L. Hubbs, 1918
- Labidesthes Cope, 1870
- Leuresthes D. S. Jordan & C. H. Gilbert, 1880
- Melanorhinus Metzelaar, 1919
- Membras Bonaparte, 1836
- Menidia Bonaparte, 1836
- Odontesthes Evermann & Kendall, 1906
- Poblana F. de Buen, 1945